# 奈良教育大学
奈良教育大学（ならきょういくだいがく、英語: Nara University of Education）は、奈良県奈良市に本部を置く国立大学。
国立大学法人である奈良国立大学機構によって運営されている。略称は奈教（なきょう）、奈良教（ならきょう）、奈教大（なきょうだい）、NUE。

## 概観

### 大学全体
「学芸の理論とその応用とを教授研究し、高い知性と豊かな教養とを備えた人材、特に有能な教育者を育てるとともに、この地方に特色のある文化の向上を図ること」を目的とする大学である。
「人・環境・文化遺産との対話を通した教育の追究」、「持続可能な社会づくりに貢献できる教員の養成」、「教員養成と教員研修の融合」を、3つの柱としている。
また、ESD（持続可能な開発のための教育）の取り組みが大きな特色となっており、日本の大学で初のユネスコスクール加盟承認を受けている。
メインキャンパス内に附属学校および附属認定こども園が置かれているのも、全国的に珍しい。

## 沿革
奈良教育大学の略歴および年表を示す。

### 前史
奈良教育大学の淵源は、1874年(明治7年)6月に興福寺東室に開校した「寧樂書院」という教員伝習所にある。
1876年10月奈良県が堺県に併合されたことにより、奈良師範学校が「堺縣師範學校分局奈良學校」と改称される。
1877年(明治10年)某月、興福寺食堂・細殿を転用した擬洋風建築の「寧樂書院校舎」が竣工する。1881年(明治14年)3月1日、堺県が大阪府に併合されたことにより「大阪府立堺師範學校分校奈良學校」と改称、8月に「大阪府立奈良師範學校」と改称される。
1886年(明治19年)1月9日、奈良師範学校が廃止され、府立大阪師範学校に統合される。
1888年(明治21年)5月29日、大阪府から奈良県が分離独立したことに伴い、県が尋常師範学校開設伺書を提出し、同年7月31日大阪府尋常師範学校から「奈良縣尋常師範學校」が分離独立した。校舎は駆黴院跡 (現・奈良公園バスターミナル)に設置された (文部大臣認可 『乾学第六号』)。
- 1874年(明治7年)6月4日 - 教員伝習所として興福寺内に「寧楽書院」を創設。
- 1875年(明治8年)3月1日 - 伝習所を奈良（小学）師範学校と改称。
- 1888年(明治21年)
  - 7月31日 - 奈良県尋常師範学校を創設し、校舎は奈良町大字登大路23番地の公園地を借用。
  - 11月18日 - 奈良県尋常師範学校の開校式を挙行。
- 1889年(明治22年)1月24日 - 奈良県尋常師範学校附属小学校を設置。
- 1898年(明治31年)4月1日 - 師範教育令により、奈良県尋常師範学校を奈良県師範学校と改称。
- 1905年(明治38年)4月1日 - 奈良県女子師範学校を創設（奈良県師範学校女子部を廃止）。
- 1927年(昭和2年)4月6日 - 奈良県女子師範学校附属小学校後援会昭徳幼稚園を設置。
- 1943年(昭和18年)4月1日 - 師範教育令の改正により、奈良県師範学校及び奈良県女子師範学校が官立に移管・合併し、奈良師範学校と改称。
- 1944年(昭和19年)4月1日 - 奈良県青年師範学校教員養成所及び青年学校教員養成所臨時養成科が官立に移管・合併し、奈良青年師範学校と改称。
- 1947年(昭和22年)4月1日 - 奈良師範学校附属中学校を設置。

### 奈良学芸大学時代
- 1949年（昭和24年）5月31日 - 国立学校設置法の公布により、奈良師範学校および奈良青年師範学校を包括した新制大学として奈良学芸大学が発足。学芸学部を設置。
- 1950年（昭和25年）4月1日 - 医学進学課程（理科丙類）を設置。
- 1952年（昭和27年）4月1日 - 課程を第1部（小学校課程）第2部（中学校課程）に区分。
- 1956年（昭和31年）3月- 医学進学課程（理科丙類）を廃止。
- 1958年（昭和33年）
  - 1月20日 - 特別教科（書道）教員養成課程を設置。
  - 10月10日 – 大学が現在のキャンパス（高畑町の米軍キャンプ奈良C地区跡地）に移転。
- 1961年（昭和36年）11月8日 - 技術科を設置。
- 1962年（昭和37年）4月1日 - 専攻科（教育専攻）を設置。
- 1963年（昭和38年）3月27日 - 学生会館が竣工。
- 1965年（昭和40年）4月1日 - 専攻科に書道専攻を増設。

### 法人化前の奈良教育大学時代
- 1966年（昭和41年）4月1日 - 国立学校設置法の一部を改正する法律（昭和41年法律第48号）により、大学名を奈良学芸大学から奈良教育大学と改称。あわせて、学芸学部を教育学部に改称。養護学校教員養成課程を設置。
- 1967年（昭和42年）4月1日 - 特別教科（理科）教員養成課程を設置。
- 1969年（昭和44年）4月1日 - 幼稚園教員養成課程を設置。
- 1973年（昭和48年）4月12日 - 保健管理センターを設置。
- 1977年（昭和52年）4月18日 - 附属教育工学センターを設置。
- 1980年（昭和55年）4月1日 - - 臨時教員養成課程として情緒障害教育教員養成課程（1年課程）を設置。
- 1983年（昭和58年）4月1日 - 専攻科を廃止。大学院教育学研究科(修士課程)を設置。
- 1988年（昭和63年）11月18日 - 創立100周年記念式典を挙行。
- 1990年（平成2年）6月8日 - 情報処理センターを設置。
- 1991年（平成3年）4月12日 - 附属教育工学センターを改組し、附属教育実践研究指導センターを設置。
- 1992年（平成4年）
  - 4月1日 - 臨時教員養成課程および情緒障害教育教員養成課程を廃止し、特殊教育特別専攻科情緒障害教育専攻を設置。
  - 4月16日 - 教育資料館を設置。
  - 9月28日 - 国際学生宿舎（南寮）竣工。
- 1993年（平成3年）3月28日 - 国際学生宿舎（北寮）竣工。
- 1994年（平成6年）6月24日 - 附属農場および附属演習林を改組し、附属自然環境教育センターを設置。
- 1995年（平成7年）4月1日 - - 特別教科（理科）教員養成課程を廃止し、総合文化科学課程を設置。
- 1999年（平成11年）4月1日 - 小学校、中学校、幼稚園、養護学校の各教員養成課程を統合し、学校教育教員養成課程に再編。総合文化科学課程を総合教育課程に名称変更。学校教育教員養成課程を設置（小学校教員養成課程、中学校教員養成課程、幼稚園教員養成課程、養護学校教員養成課程、特別教科（書道）教員養成課程を廃止）。総合文化科学課程を総合教育課程に名称変更。
- 2000年（平成12年）
  - 3月28日 - 講義棟を改築。
  - 4月1日 - 附属教育実践研究指導センターを附属教育実践総合センターに改組。
- 2001年（平成13年）4月1日 - 副学長を設置。学生部の事務局への一元化。

### 国立大学法人奈良教育大学時代
- 2004年（平成16年）4月1日 - 国立大学法人法の公布により、国立大学法人奈良教育大学を設置。大学院教育学研究科の改組（教育実践開発専攻の設置）。
- 2006年（平成18年）
  - 3月24日 - 附属図書館、情報処理センター、教育資料館を改組し、学術情報研究センターを設置。
  - 4月1日 - 教育学部2課程の再編、学校教育教員養成課程定員を50名増員、地域推薦枠の設置。
- 2007年（平成19年）
  - 3月23日 - 特別支援教育研究センターを設置。
  - 4月1日 - 特殊教育特別専攻科情緒障害教育専攻を特別支援教育特別専攻科情緒障害・発達障害教育専攻と改称。
  - 7月11日 - 日本で初めて、大学としてユネスコスクール（当時はユネスコ協同学校）に加盟[4]。
  - 11月20日 - 課外活動共用施設（サークル共用棟）竣工。
- 2008年（平成20年）
  - 4月1日 - 大学院教育学研究科専門職学位課程（教職大学院）を設置。大学院教育学研究科修士課程を改組。
  - 9月 - 公募により大学イメージキャラクター「なっきょん」誕生[5]。
  - 10月 - 埋蔵文化財調査の結果、キャンパス北東部から新薬師寺の金堂と推定される大型基壇建物遺構が検出されたと発表[6]。
  - 11月22日 - 創立120周年記念式典を挙行。
- 2009年（平成21年）2月27日 - 理数教育研究センターを設置。
- 2010年（平成22年）2月 - 新食堂が「なっきょん食堂」に改称。
- 2011年（平成23年）3月24日 - 教育研究支援機構が発足。大学附置センターを再編(学術情報研究センターを学術情報教育研究センターに、教育実践総合センターを教育実践開発研究センターにそれぞれ改称。持続発展・文化遺産教育研究センターを設置。保健管理センターを保健センターと改称)。
- 2012年（平成24年）
  - 4月1日 - 教育学部を改組(入学定員255名すべてを学校教育教員養成課程で募集、総合教育課程の募集停止)。
  - 10月1日 - 京阪奈三教育大学連携推進室を設置。
  - 10月2日 - 京都教育大学、大阪教育大学と連携し、双方向遠隔授業を開始。
- 2013年（平成25年）7月1日 - 次世代教員養成センターを設置。
- 2014年（平成26年）4月1日 - 教育研究支援機構を再編。
- 2016年（平成28年）4月1日 - 大学院教育学研究科を改組[7]。特別支援教育特別専攻科を廃止。
- 2017年（平成29年）9月1日 - 地域教育研究拠点を設置。教員組織の一元化(保健センターを除く各センター所属の専任教員を各講座所属へ)。教育連携講座を設置。
- 2018年（平成30年）7月27日 - 国立大学法人奈良女子大学と連携協議に関する合意書を調印。
- 2019年（令和元年)
  - 5月20日 - 奈良県内文部科学省4機関（奈良教育大学、奈良女子大学、奈良国立博物館、奈良文化財研究所）における連携・協力に関する協定書を調印。
  - 6月28日- 国立大学法人奈良女子大学と国立大学法人奈良(当時の仮称)設立に関する合意書を調印。

### 奈良女子大学との法人統合後
- 2022年（令和4年）4月1日
  - 国立大学法人奈良女子大学と法人統合し、国立大学法人 奈良国立大学機構を設立。同機構が設置する国立大学となる。
  - 次世代教員養成センター[注 4]を再編し、ESD・SDGsセンターと情報センターを設置。
  - 大学院教育学研究科を改組し、新たな専門職学位課程（教職大学院）と修士課程を設置[8]。
- 2023年（令和5年）4月1日 - 奈良国立大学機構に国際戦略センター(Nara ISC)が設置されたことに伴い、国際交流留学センターを移行[9]。教育研究支援機構を廃止[10]。
- 2024年（令和6年）4月1日
  - 奈良教育大学附属幼保連携型認定こども園が、国立初の認定こども園として、奈良教育大学附属幼稚園から移行し開園[11]。
  - こどもの学びと育ちセンターを設置[12]。

## 基礎データ

### 所在地
- 高畑キャンパス - 奈良県奈良市高畑町
- その他については、節「#施設」を参照。

### 象徴

#### 学章・シンボルマーク
- 古都奈良に位置する教員養成大学であることなどから、天平雲（てんぴょうぐも）の意匠が用いられている。
- シンボルマークは田中一光がデザインしたものである[13]。

#### 学歌
山村公治作詞、牧野英三作曲。

#### 公式キャラクター

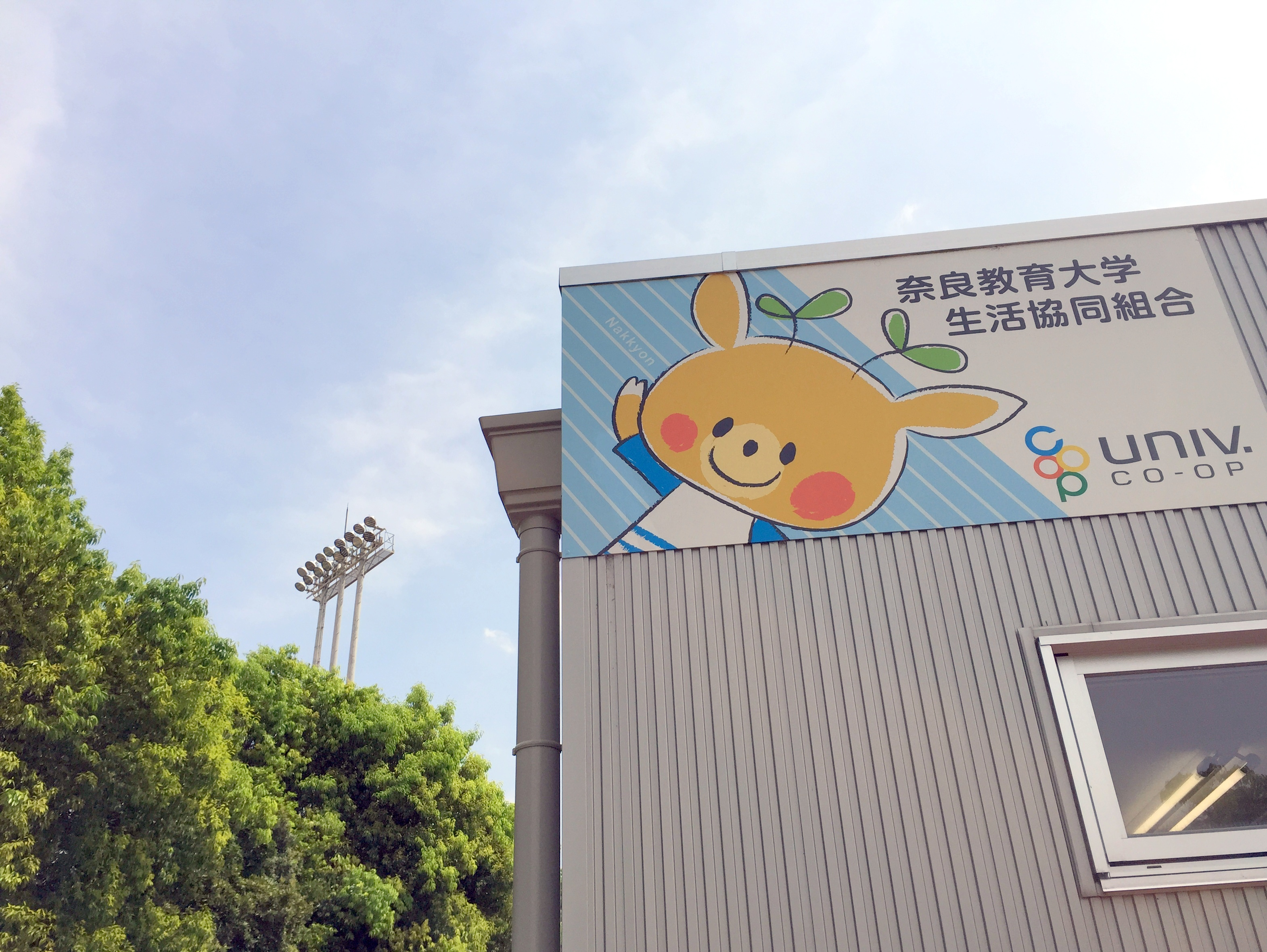
奈良教育大学学生食堂（奈良教育大学生活協同組合）の建物と大学のイメージキャラクター「なっきょん」

- 大学のイメージキャラクターは、「なっきょん」である。詳細は「なっきょん」の項を参照されたい。

## 教育および研究

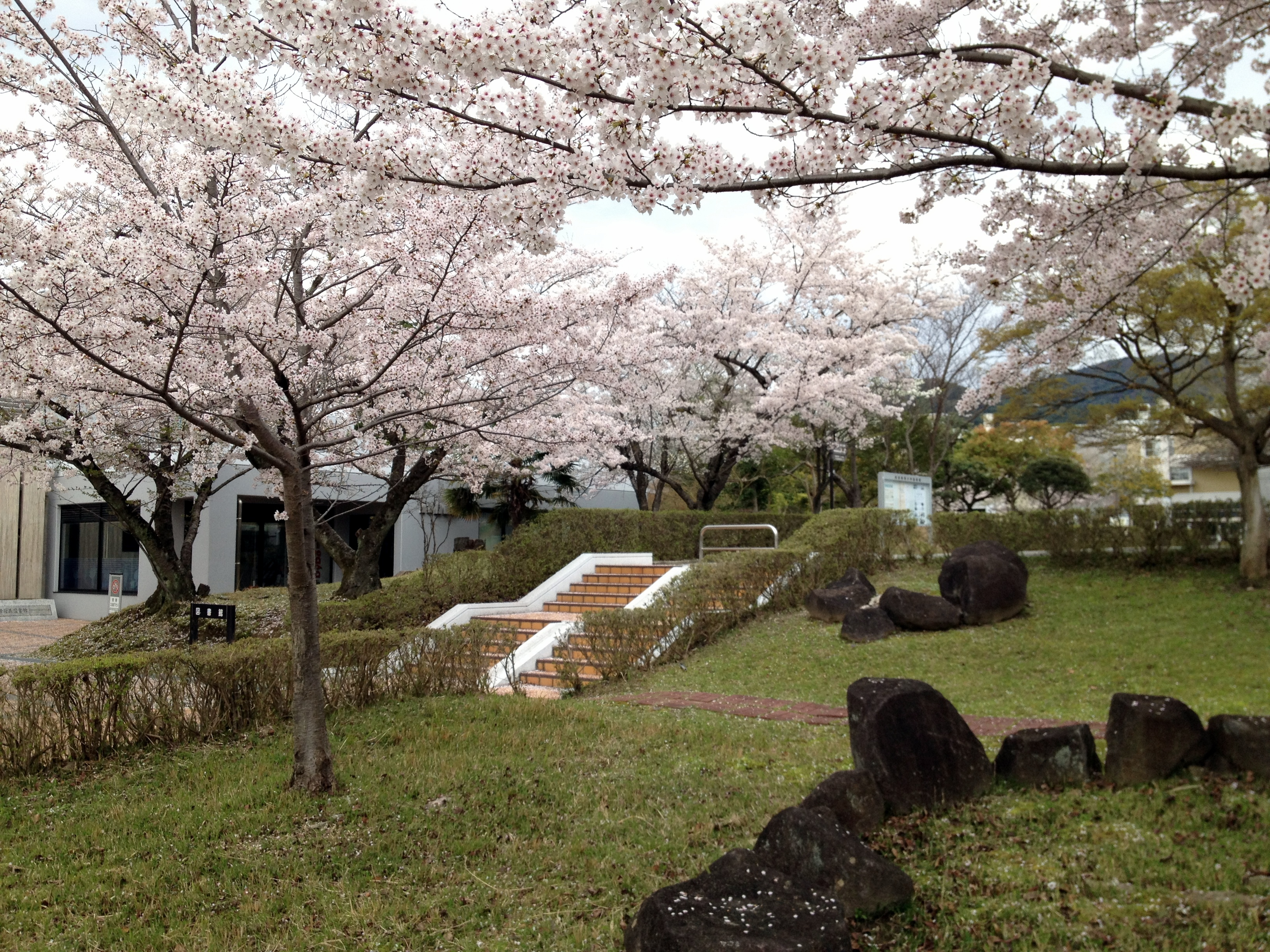
奈良教育大学（高畑キャンパス）の桜

### 組織

#### 学部
- 教育学部（2012年度以降入学者）
  - 学校教育教員養成課程[注 5]
    - 教育発達専攻
      - 教育学専修
      - 心理学専修
      - 幼年教育専修
      - 特別支援教育専修

    - 教科教育専攻
      - 国語教育専修
        - 初等教育履修分野
        - 中等教育履修分野

      - 社会科教育専修
        - 初等教育履修分野
        - 中等教育履修分野

      - 数学教育専修
        - 初等教育履修分野
        - 中等教育履修分野

      - 理科教育専修
        - 初等教育履修分野
        - 中等教育履修分野

      - 音楽教育専修
        - 初等教育履修分野
        - 中等教育履修分野

      - 美術教育専修
        - 初等教育履修分野
        - 中等教育履修分野

      - 保健体育専修
        - 初等教育履修分野
        - 中等教育履修分野

      - 家庭科教育専修
        - 初等教育履修分野
        - 中等教育履修分野

      - 技術教育専修
        - 中等教育履修分野

      - 英語教育専修
        - 中等教育履修分野

    - 伝統文化教育専攻
      - 書道教育専修
      - 文化遺産教育専修

- 教育学部（2011年度以前入学者）
  - 学校教育教員養成課程
    - 教育・発達基礎コース
      - 教育学専修
      - 心理学専修
      - 幼年教育専修
      - 特別支援教育専修

    - 言語・社会コース
      - 国語教育専修
      - 社会科教育専修
      - 英語・国際理解教育専修

    - 理数・生活科学コース
      - 数学教育専修
      - 理科教育専修
      - 技術教育専修
      - 家庭科教育専修

技術教育専修では高等学校教諭（工業）の免許状を取得可能
    - 身体・表現コース
      - 音楽教育専修
      - 美術教育専修
      - 保健体育専修

    - 生活科教育専修
各コース横断で募集
    - 地域推薦
コース枠外で実施し、希望のコースに入学

  - 総合教育課程
    - 文化財・書道芸術コース
      - 古文化財科学専修
      - 文化財造形専修
      - 書道芸術専修

    - 環境教育コース
      - 地域環境専修
      - 自然誌専修

    - 科学情報コース
      - 情報数理専修
      - 物質科学専修

#### 研究科
- 教育学研究科（2022年度以降入学者）[15]
  - 専門職学位課程・教職大学院（教職開発専攻）[16]
    - 学校教育マネジメントコース
      - 学校組織マネジメント領域
      - ESDマネジメント領域
      - 学級づくり・特別活動マネジメント領域
      - 教育情報化マネジメント領域

    - 教育発達支援コース
      - 生徒指導・学校カウンセリング領域
      - インクルーシブ教育領域
      - 幼年教育領域

    - 教科教育コース
      - 言語・社会科学領域（国・社・英）
      - 理数・生活科学領域（数・理・技・家）
      - 芸術・保健体育領域（音・美・書・保体）

  - 修士課程（伝統文化教育・国際理解教育専攻）[17]
    - 伝統文化教育領域
    - 国際理解教育領域

- 教育学研究科（2016年度～2021年度入学者）[18]
  - 人間発達専攻（修士課程） 
    - 教育・心理専修
    - 発達教育臨床専修（夜間主）

  - 教科教育専攻（修士課程）
    - 国語教育・日本語日本文化教育専修
    - 社会科教育専修
    - 数学教育専修
    - 理科教育(文化財科学を含む)専修
    - 音楽教育専修
    - 造形表現(美術・書道）・伝統文化教育専修
    - 保健体育専修
    - 英語教育(異文化理解を含む)専修
    - 生活科学教育専修

  - 教職開発専攻（専門職学位課程・教職大学院）[16]
    - 学校組織マネジメントコース
    - 学習指導コース
    - 生徒指導コース
    - 特別支援教育コース

- 教育学研究科（2015年度以前入学者）
  - 学校教育専攻（修士課程） 
    - 教育科学専修
    - 教育心理学専修
    - 教育臨床・特別支援教育専修

  - 教科教育専攻（修士課程）
    - 国語教育・日本語日本文化教育専修
    - 社会科教育専修
    - 数学教育（情報を含む）専修
    - 理科教育（文化財科学を含む）専修
    - 音楽教育専修
    - 美術教育（書道、伝統文化・文化財を含む）専修
    - 保健体育専修
    - 英語教育（異文化理解を含む）専修
    - 生活科学教育専修

  - 教職開発専攻（専門職学位課程・教職大学院）

#### 専攻科
大学院改組に合わせて2016年度入学者からの学生募集は停止している。
- 特別支援教育特別専攻科（修業年限は原則として1年）
  - 情緒障害・発達障害教育専攻

#### 教員組織（講座）
- 学校教育講座
- 国語教育講座
- 社会科教育講座
- 数学教育講座
- 理科教育講座
- 音楽教育講座
- 美術教育講座
- 保健体育講座
- 技術教育講座
- 家庭科教育講座
- 英語教育講座
- 教職開発講座
- 教育連携講座

#### 附属機関
- 図書館
  - 教育資料館
- ESD・SDGsセンター
- 情報センター
- 特別支援教育研究センター
  - 教育実践支援部門
  - 発達支援部門
- 理数教育研究センター
  - 教育プログラム推進部門
  - 先端科学教育部門
- 自然環境教育センター
  - 教育研究部門
  - 地域開放部門
  - 奈良実習園
  - 奥吉野実習林
- こどもの学びと育ちセンター（C-CHILD）
- 国際戦略センター（Nara ISC）
- 保健センター

### 教育

#### 資格プログラム
学習の幅を広げつつ、教職に関する資格を取得できるよう、以下の資格取得に向けたプログラムが提供されている。
- 養護教諭
- 高等学校教諭（情報）
- 社会教育主事（任用資格）
- 学校図書館司書教諭
- 保育士
- 学芸員
- スポーツ指導者
- 認定心理士（申請資格）

#### 特色プログラム
奈良教育大学の強みを生かして専門的力量を高めるためのプログラムが提供されている。
- ESDティーチャープログラム
  - 現職教員向け - 学校や地域においてESDを適切に計画、実践できる人材を育成する。要件を満たせば「ESDティーチャー」「ESDマスター」「ESDスペシャリスト」として認証される[20]。
  - 在学生向け  - 要件を満たせば「ESDティーチャー」として認証される[20]。
- 実践的特別支援教育プログラム - 在学生向け。学校教育講座（特別支援教育分野）が担当[19]。
- 新理数プログラム（SST養成）
  - 新理数スーパー・サイエンス・ティーチャー（SST）プログラム - 在学生向け。小・中・高の理科・数学（算数）の内容を深く理解し、さらには大学 における理科や数学まで一貫して見通すことのできる専門性の高い教員となることを目指す[21]。
  - 新理数スーパー・サイエンス・ティーチャー・ベーシック（SST）プログラム - 同上。
- スクールサポーター認証・研修制度 - 在学生向け。要件を満たせば「スクールサポーター1級」「スクールサポーター2級」として認証される[22]。
- 文化遺産教育プログラム - 在学生向け。奈良の特色である文化遺産を対象としながら、中学校・ 高等学校での教育内容・方法を豊富化できる教員・教育者となることを目指す[23]。
- へき地教育・地域創生プログラム - 在学生向け。ESDとしてのへき地教育と郷土教育（地域学習）を実践する力量、地域に出て子どもたちと一緒に地域の未来づくりに取り組む力量などを備えた教員を育む。要件を満たせば「へき地教育ティーチャー（奈良教育大学）」として認証される[24]。
- 保育士試験受験応援プログラム - 在学生向け。学校教育講座（幼年教育分野）が担当[19]。

## 学生生活

### 学生団体
下記の学生団体がある。
- 学生自治会
  - 執行委員会
- 体育会
- 文化会
- 安全企画委員会
- 大学祭実行委員会

### クラブ・サークル
下記のクラブ・サークルがある。
| - ウインドアンサンブル - 合唱団コールグレイス - ギター・マンドリンクラブ - 軽音楽部 - 劇団キラキラ座 - 現代視聴覚文化研究会 - 茶道部 - 地歌箏曲部 - 数学研究会 - すぎのこ（障がい者問題研究会） - 書芸部 - 奈響ネプ（アカペラ部） - アクティブ部 - 芸術研究会 - ユネスコクラブ - 漫画研究会 - 若草 - Bikkle（美術サークル） - アカペラサークルＤＡＮＴ！ - Nakkyon English Club - TNP（東市日本一プロジェクト） - 奇術サークル - ひまわりの会（ボランティアサークル） - ボードゲーム - 絵画サークル - 寧樂書院愛友会 | - 合氣道部 - 弓道部 - 剣道部 - 男子硬式テニス部 - 女子硬式テニス部 - 硬式野球部 - 男子サッカー部 - 女子サッカー部 - 柔道部 - 準硬式野球部 - 少林寺拳法部 - 水泳部 - 創作ダンス部 - 男女ソフトテニス部 - 男子ソフトボール部 - 卓球部 - 男子バスケットボール部 - 女子バスケットボール部 - バドミントン部 - 男子バレーボール部 - 女子バレーボール部 - 男子ハンドボール部 - 女子ハンドボール部 - ラグビー部 - 陸上競技部 - ワンダーフォーゲル部 - 軟式野球サークル JUGEM - バスケットボールサークル - バドミントンサークル - フットサルサークル - Fiato（サイクリングサークル） - ダンスサークル - 卓球サークル - バレーボールサークル - バトントワリングサークル - 器械体操サークル |

### 大学祭
大学祭「輝甍祭（きぼうさい）」を、毎年10月末から11月にかけての時期に開催している。輝甍祭の名称は、1975年（昭和50年）に学内で募って決められた。学歌の一節である「輝く甍に」から採るとともに、「希望」を掛け合わせている。

## 大学関係者と組織

### 大学関係者一覧

奈良教育大学の著名な卒業生
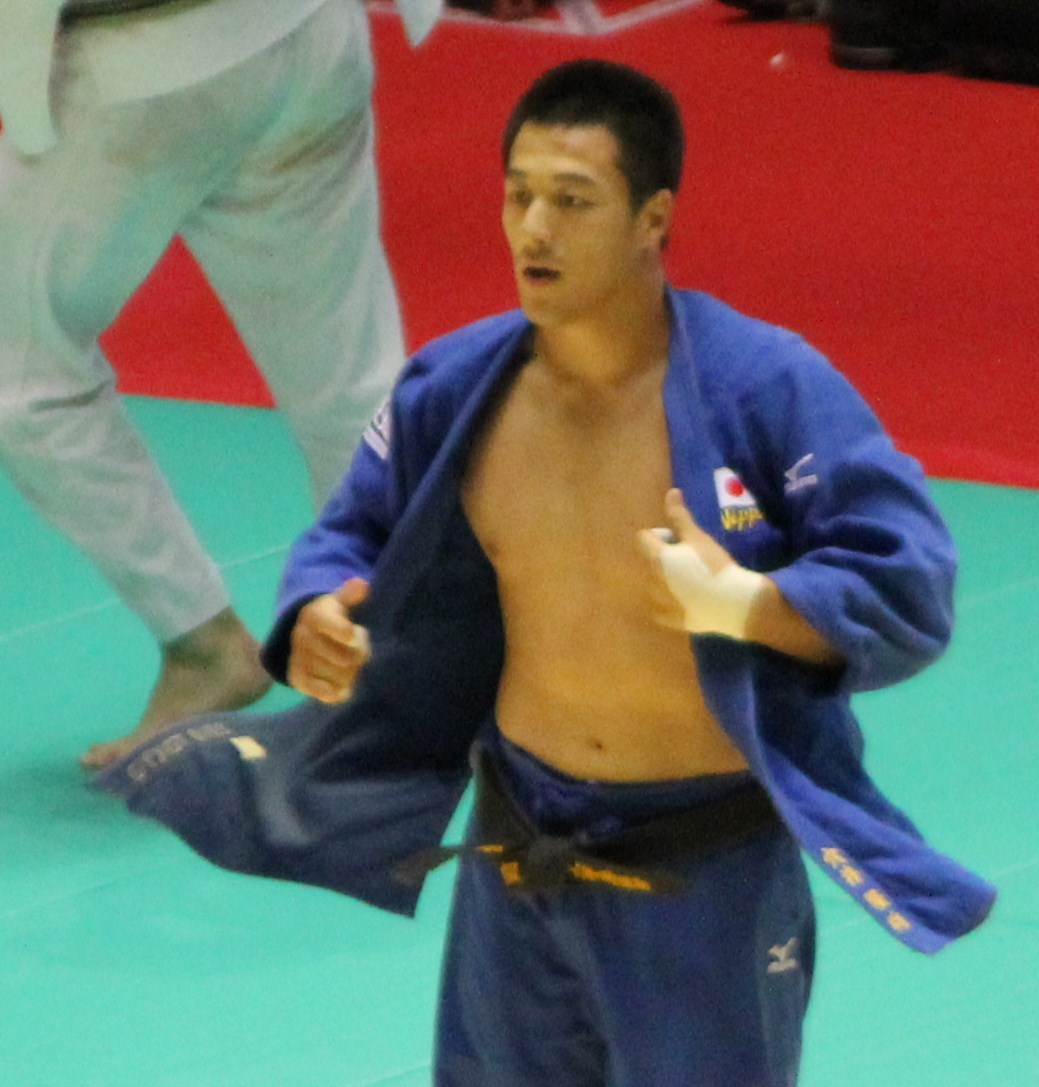
穴井隆将, 柔道家
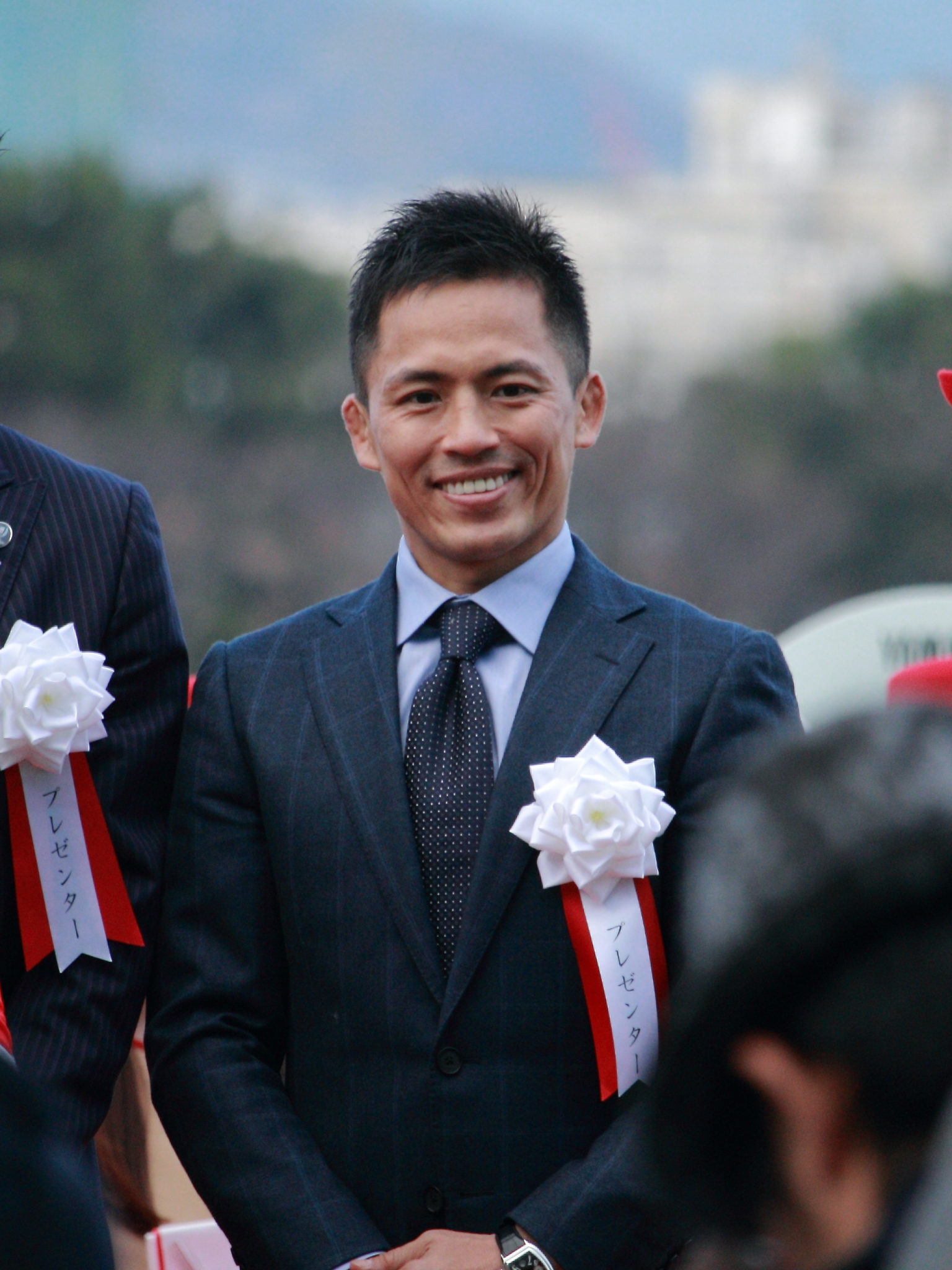
野村忠宏, 柔道家、体育学者、医学者
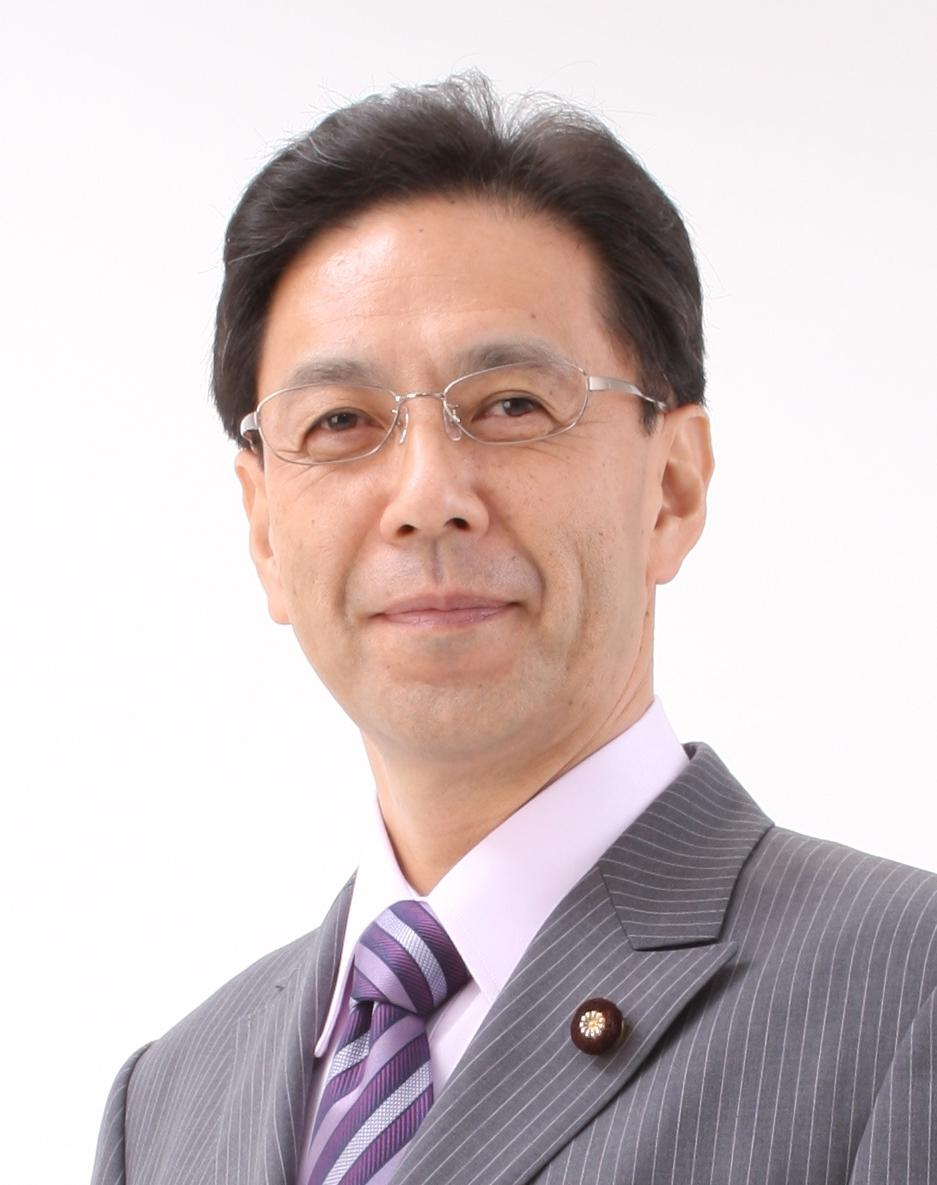
水岡俊一, 政治家
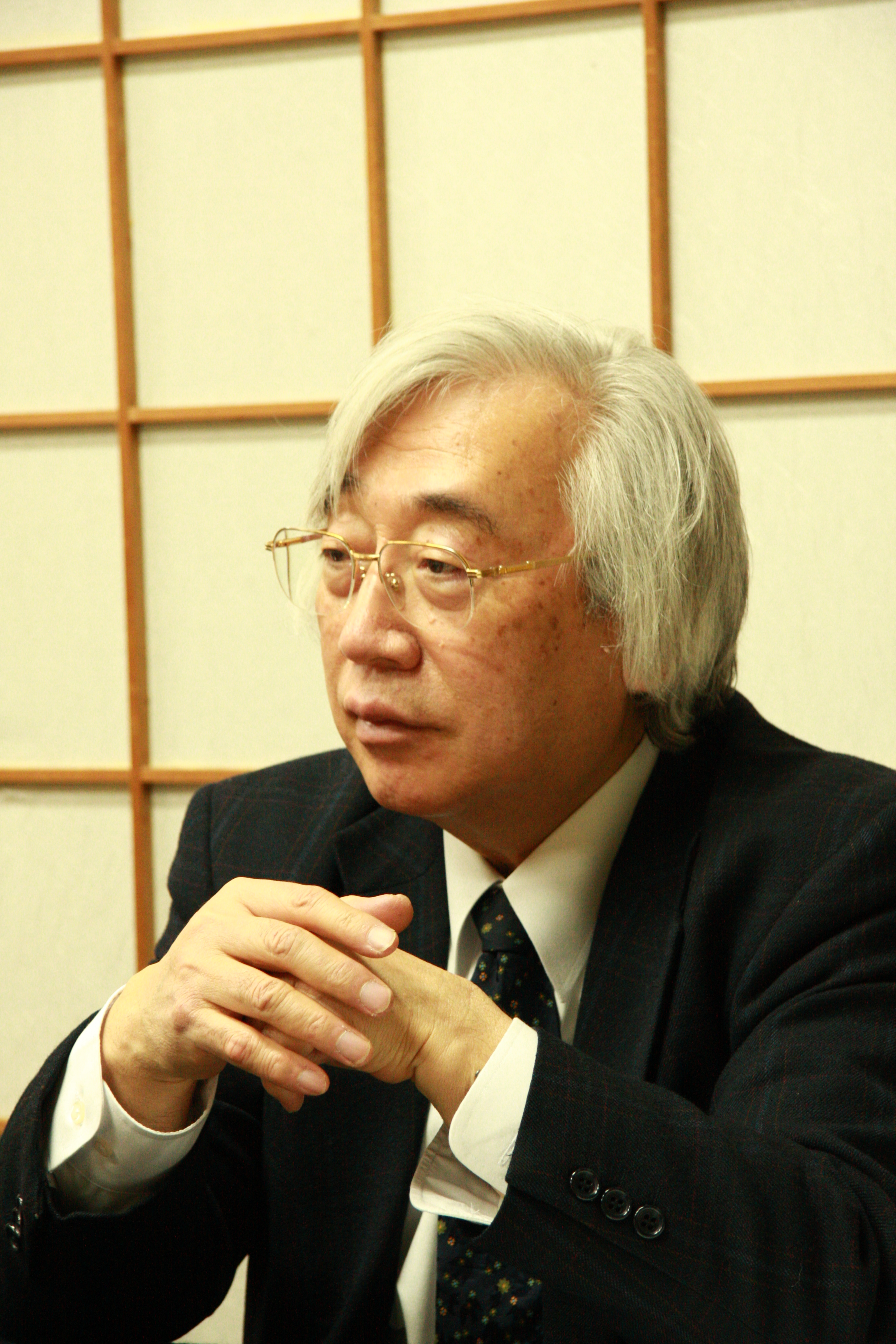
森本龍石, 書道家

- 体育科教育研究室では、大野木智子（水泳）、野村忠宏（柔道）、穴井善博（ホッケー）などの日本代表選手を輩出している。
- 書道を嗜んでいた沢口靖子が過去に入学する予定であったが、1984年の第一回東宝シンデレラの優勝をきっかけに芸能界デビューを果たし、入学には至らなかった。

### 同窓会
同窓組織として、奈良教育大学同窓会が存在する。国立大学法人奈良教育大学とその前身校の卒業者・修了者を会員としている。1954年（昭和29年）3月14日、奈良県師範学校同窓会の「興東会」と奈良県女子師範学校同窓会の「和光会」、奈良青年師範学校同窓会の「向陵会」が合併して、奈良学芸大学同窓会が発足した。学名改称に伴い、1966年（昭和41年）5月3日に現在の名称とした。

## 施設

### 高畑キャンパス（メインキャンパス）
- 奈良県奈良市高畑町
- 使用学部：教育学部
- 使用研究科：教育学研究科

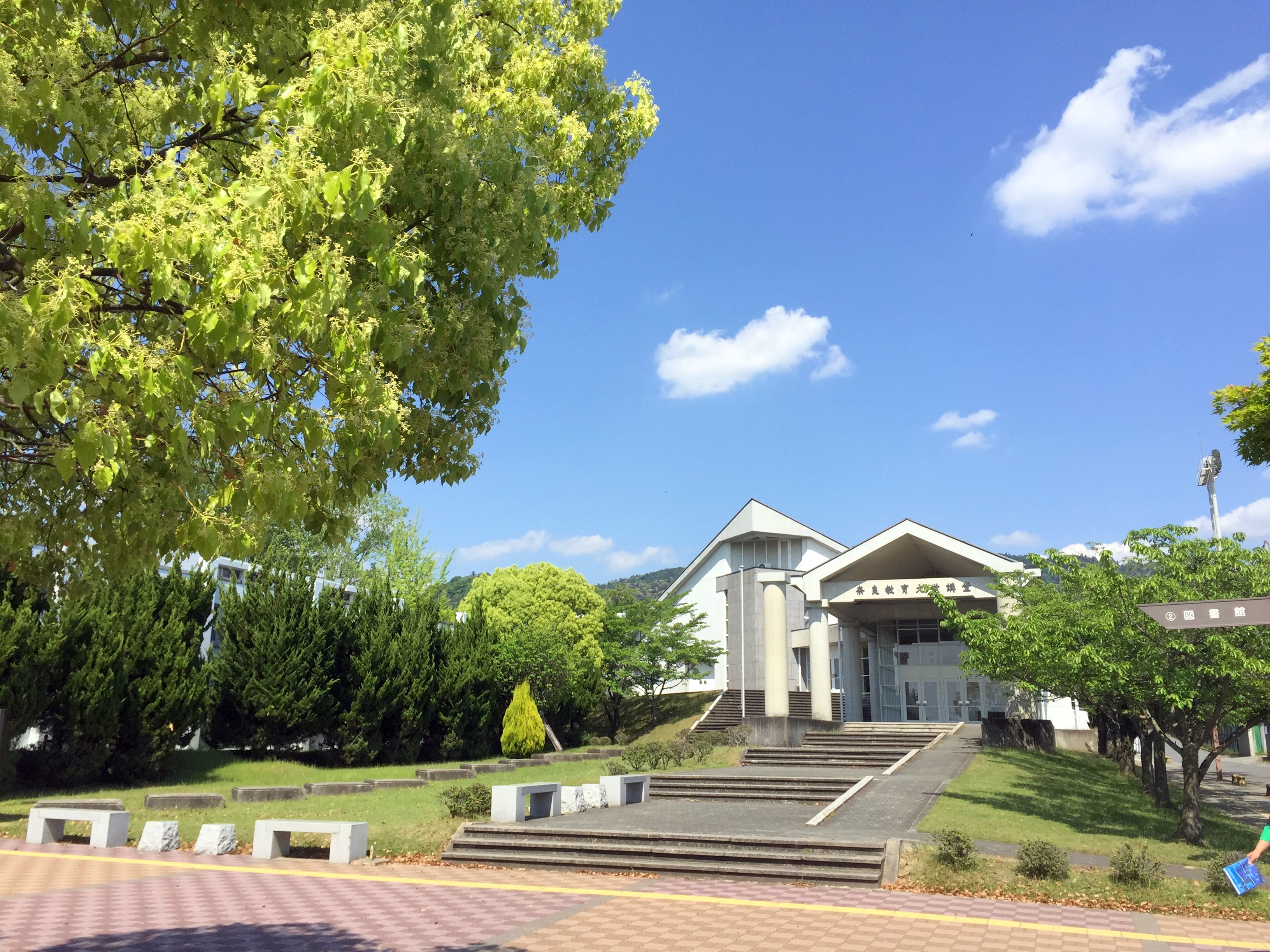
奈良教育大学講堂

- 使用附属施設：附属小学校、附属幼保連携型認定こども園、附属中学校（特別支援学級）、および上記部局等に関連する附属機関・施設
- 学内各所に奈良の鹿（ニホンジカ）が出没する。理科2号棟と文科・文美棟の間、図書館周辺、グラウンド周辺、附属小学校南東側、新薬師寺旧境内遺跡などで、鹿が草を食む姿が頻繁に見られる。
- キャンパスの一部は、新薬師寺の旧境内である。2008年8月からおこなわれた埋蔵文化財調査の結果、8世紀半ばの奈良時代に建立された金堂と推定される大型基壇建物遺構が検出されている[6][27]。
- キャンパスは奈良聯隊跡の一部であり、奈良教育大学教育資料館として現在使われている赤レンガの建物は、1908年に旧陸軍歩兵第38連隊の糧秣庫として建てられたものである[28]。
- キャンパス北部に吉備塚古墳がある。6世紀初頭頃に築造されたと考えられ、古くから吉備真備の墓として伝承されてきた[27]。数回にわたる調査の結果、多くの鉄製品などの遺物が出土している。

### 附属中学校（本校）
- 奈良県奈良市法蓮町2058−2
- 使用附属施設：附属中学校（高畑キャンパスに置かれている特別支援学級を除く）

### 自然環境教育センター奈良実習園
- 奈良県奈良市白毫寺町802
- 使用附属施設：自然環境教育センター奈良実習園

### 自然環境教育センター奥吉野実習林
- 奈良県五條市大塔町赤谷
- 使用附属施設：自然環境教育センター奥吉野実習林

### 国際学生宿舎
- 奈良県奈良市高畑町1252
- 使用附属施設：国際学生宿舎（日本人男子学生と外国人留学生（男女）の混住。定員100名。）

### 学生宿舎（橘宿舎）
- 奈良県奈良市紀寺町864
- 使用附属施設：橘宿舎（女子。定員64名。）

## 対外関係

### 他大学との協定

#### 国内他大学との協定
- 奈良女子大学とともに国立大学法人奈良国立大学機構が設立されており、同一法人である奈良女子大学の教養科目の一部（連携開設科目）を受講し、卒業に必要な単位とすることができる[29]。また、奈良女子大学との間で大学院における特別聴講学生受け入れの交流を行っている[30]。
- 放送大学学園と単位互換協定を結んでおり、放送大学で取得した単位を卒業に要する単位として認定することができる[31]。
- 京阪奈三教育大学（奈良教育大学・京都教育大学・大阪教育大学）間において、学部レベルによる単位互換の協定が締結されている[32]。
- 奈良県内の他の7大学との単位互換を実施している[33]。
- 滋賀大学、京都教育大学、大阪教育大学、および和歌山大学との間で大学院における特別聴講学生受け入れの交流を行っている[34]。

#### 海外の協定締結大学
- 中国
  - 華東師範大学
  - 西安外国語大学
  - 香港教育大学
- 韓国
  - 光州教育大学校
  - 嶺南大学校
  - 公州大学校
- インドネシア
  - インドネシア教育大学（英語版）
- ドイツ
  - ハイデルベルク大学
- フランス
  - リヨン第三大学
- ルーマニア
  - ブカレスト大学
- アメリカ合衆国
  - セントラルミシガン大学
  - ロック・ヘイブン大学（英語版）

## 附属学校園
- 奈良教育大学附属幼保連携型認定こども園 -2024年3月までの奈良教育大学附属幼稚園を移行。
- 奈良教育大学附属小学校
- 奈良教育大学附属中学校